# Societat industrial

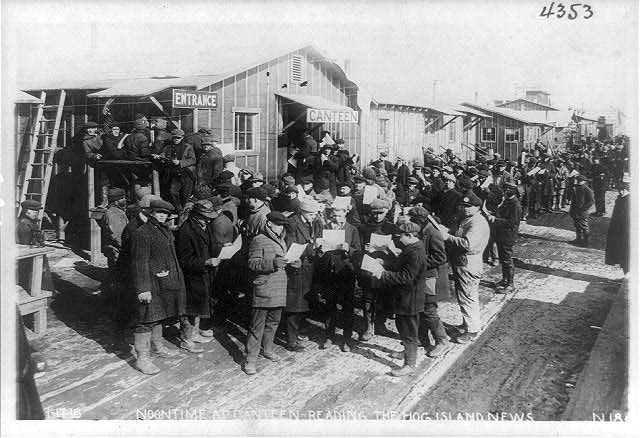
Un grup de treballadors en una fotografia retolada: Migdia davant la cantina, llegint The Hog Island News (Filadèlfia, Estats Units, 1918).

Societat industrial és el terme sociològic amb el qual es refereix a les societats amb estructura social moderna. Aquesta estructura es va desenvolupar als països occidentals que van desenvolupar la Revolució industrial, a partir de la transformació de la prèvia societat preindustrial o premoderna o agrària. També pot definir-se generalment com una societat de masses. L'evolució posterior permet a alguns autors parlar de societat postindustrial.

## Energia
La societat industrial es caracteritza per l'ús de fonts d'energia externes, com els combustibles fòssils (carbó i petroli), per incrementar l'escala de la producció. La producció d'aliments prové d'una agricultura de mercat, on els processos s'han industrialitzat, substituint cultius, millorant llavors, incorporant fertilitzants industrials i tota mena de maquinària agrícola i millores tecnològiques que disminueixen la necessitat de força humana al mateix temps que incrementen la producció. El treball excedent es trasllada a les fàbriques industrials, on la mecanització s'utilitza per augmentar encara més l'eficiència. A mesura que creix la població, ho fa la mecanització, fins al nivell de l'automatització, que suprimeix llocs de treball en les indústries, que passen a ser demandats en un sector serveis en expansió (terciarització).

## Matèries Primeres
Juntament amb l'energia (petroli, carbó, gas natural), matèries d'origen natural com ara l'aigua, els sòls, l'aire, la fusta, són usades a tan gran escala que han obligat a adoptar mesures de sostenibilitat. Per exemple, depuració d'aigües, descontaminació de sòls, reposició de massa boscosa....

## Urbanització
La societat industrial és urbana i exigeix la urbanització, tant perquè els treballadors estiguin propers als centres de producció com perquè els serveis puguin beneficiar-se d'aquests nuclis de creixent activitat econòmica. Aquests centres urbans requereixen com input fonts externes d'energia que superi els rendiments decreixents de la consolidació agrícola, degut parcialment a la carència de terra arable, transport associat i despeses d'emmagatzemament, la qual cosa el faria insostenible. Això produeix la necessitat de prioritzar l'accés a l'energia en les polítiques econòmiques.

## Demografia

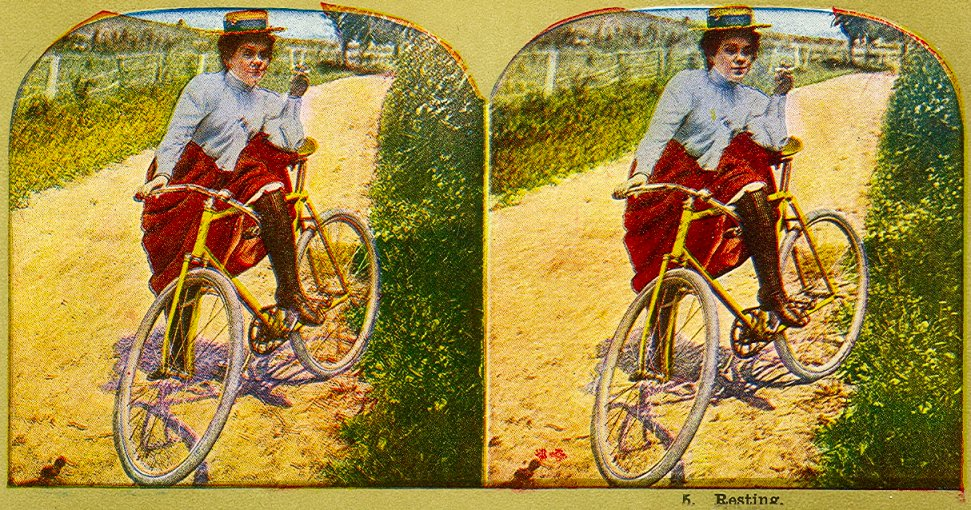
Dona fumant amb bicicleta (1900). Tots els elements d'aquesta imatge van ser eficaces dissolvents de la societat preindustrial.

La societat industrial modifica de forma molt important el comportament demogràfic enfront de l'Antic Règim demogràfic propi de la societat no industrial. La taxa de mortalitat descendeix de forma considerable en millorar les condicions d'alimentació i salut (augment de l'esperança mitjana de vida), seguida més tard en el seu descens per la taxa de natalitat i fecunditat, a conseqüència de la pèrdua de la importància de mantenir famílies nombroses (de fet augmenten els costos deguts als fills, la mà dels quals d'obra ja no s'incorpora automàticament a les explotacions familiars com en la societat tradicional), i més tard per la incorporació de la dona al treball. Aquests canvis van ser descrits per primera per la teoria de la transició demogràfica encara que tornen a ser revisats en la teoria de la revolució reproductiva.

## La crisi de la societat industrial
Alguns teòrics, com Ulrich Beck, Anthony Giddens i Manuel Castells, argumenten que estem enmig d'una transformació o transició entre la societat industrial i la societat postindustrial. Les tecnologies del canvi de la preindustrial a la industrial van ser la màquina de vapor i la producció en massa, i la reducció de la quantitat necessària de treballadors agrícoles. El catalitzador de la transició a la societat postmoderna o societat de la informació són les tecnologies de la informació aplicades en el context de la globalització.

### La revolució reproductiva i la societat postindustrial
Integrant algunes de les idees de Beck i Giddens, des de la demografia i la sociologia John MacInnes i Julio Pérez Díaz, als articles The reproductive revolution Arxivat 2020-11-26 a Wayback Machine. de 2005 i de 2009 La tercera revolución de la modernidad. La revolución reproductiva Arxivat 2016-03-04 a Wayback Machine. i The reproductive revolution Arxivat 2016-03-03 a Wayback Machine., exposen la teoria de la revolució reproductiva on assenyalen la radical rellevància de l'eficiència reproductiva, la longevitat i el reemplaçament generacional a les societats demogràficament modernes. Seguint el fil conductor de les idees de Kingsley Davis (1908-1997) exposades en 1937 sobre el futur de la família i de la fecunditat, estableixen conseqüències molt diferents sobre les implicacions i conseqüències que la revolució reproductiva té en el descens del treball reproductiu, el declivi del patriarcat, la desregulació social de la sexualitat, el pas del gènere a la generació com a eix de distribució de rols productius-reproductius, el reforçament de llaços familiars i altres conseqüències positives de la maduresa de masses -el mal anomenat envelliment de la població-.